# Gmina Arjeplog
Gmina Arjeplog (szw. Arjeplogs kommun) – gmina w Szwecji, w regionie Norrbotten, siedzibą jej władz jest Arjeplog.
Pod względem zaludnienia Arjeplog jest 287. gminą w Szwecji. Zamieszkuje ją 3224 osób, z czego 48,26% to kobiety (1556) i 51,74% to mężczyźni (1668). W gminie zameldowanych jest 110 cudzoziemców. Na każdy kilometr kwadratowy przypada 0,25 mieszkańca. Pod względem wielkości gmina zajmuje 4. miejsce.